# Espineta becuda
El espineta becuda (Sericornis magnirostra) és un ocell de la família dels acantízids (Acanthizidae).

## Hàbitat i distribució
Habita el sotabosc dens des del nord-est de Queensland cap al sud a Victòria, cap a l'oest fins a la zona de Melbourne.